# Sonet francuski

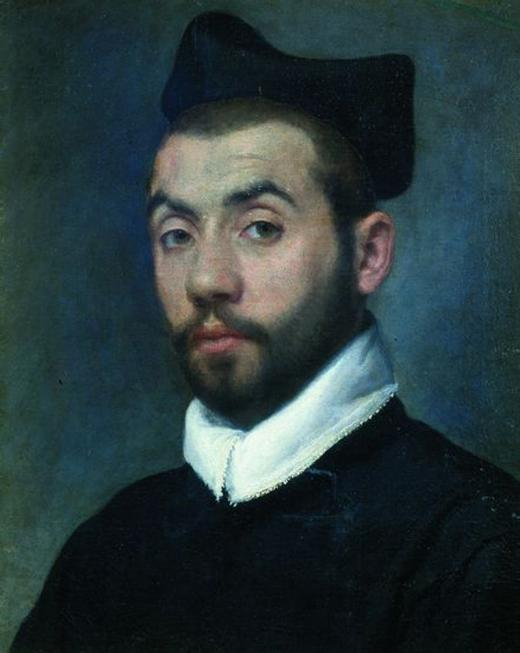
Clément Marot

Sonet francuski – odmiana sonetu, wykształcona we Francji w XVl wieku, nazywana również sonetem marotycznym, od nazwiska poety Clémenta Marota.
Układ francuski różni się od schematu włoskiego porządkiem rymów w końcowej części utworu.
Część początkowa, czyli dwie kwartyny rymuje się tak samo w obu odmianach, czyli abba abba (czasem abab abab). Podstawowa różnica polega na tym, że w sonecie włoskim podkreśla się odrębność tercetów, natomiast w sonecie francuskim przy pomocy rymów wyodrębnia się parę wersów cc dede lub cdcd ee.
Z sonetu francuskiego wykształcił się sonet angielski, którego najbardziej typową cechą jest występowanie końcowego dystychu.
W Polsce sonet francuski od samego początku współwystępował z sonetem włoskim. Francuskiej odmiany używał Mikołaj Sęp-Szarzyński.
Sonet III. Do Naświętszej Panny
Panno bezrówna, stanu człowieczego
Wtóra ozdobo, nie psowała w której
Pokora serca, ni godność pokory,
Przedziwna matko stworzyciela swego!

Ty, głowę starłszy smoka okrutnego,
Którego jadem świat był wszystek chory,
Wziętaś jest w niebo nad wysokie chory;
Chwalebna, szczęścia używasz szczerego.

Tyś jest dusz naszych jak księżyc prawdziwy,
W którym wiecznego baczymy promienie
Miłosierdzia, gdy na nas grzech straszliwy

Przywodzi smutnej nocy ciężkie cienie!
Ale i zarzą już nam nastań raną,
Pokaż twego słońca światłość żądaną.
W praktyce sonety francuskie są zapisywane bardzo często tak samo jak włoskie, czyli 4+4+3+3.